# Município de Elk (condado de Ashe, Carolina do Norte)
O município de Elk (em inglês: Elk Township) é um localização localizado no  condado de Ashe no estado estadounidense da Carolina do Norte. No ano 2010 tinha uma população de 613 habitantes.

## Geografia
O município de Elk encontra-se localizado nas coordenadas 36° 20′ 01,45″ N, 81° 35′ 22,39″ O.